# Lucas Persson
Pour les articles homonymes, voir Persson.
Lucas Persson, né le 16 mars 1984, est un coureur cycliste suédois. Il a également été directeur sportif de l'équipe Riwal Platform.

## Palmarès
- 2002
  - 3e du championnat de Suède du contre-la-montre juniors
- 2004
  -  Champion de Suède du contre-la-montre par équipes
  - Skandisloppet
- 2005
  - Skandisloppet
- 2006
  - Skandisloppet
  - 2e étape du Scandinavian Week
  - 3e du championnat de Suède sur route
- 2007
  - 2e étape du Triptyque ardennais
  - Arden Challenge :
    - Classement général
    - 1re étape

  - Scandinavian Open Road Race
  - 4e étape du Scandinavian Week
  - 2e du Circuito Montañés
  - 3e du championnat de Suède du contre-la-montre
- 2011
  - Circuit Jean-Bart
  - 3e de Gand-Staden

## Classements mondiaux
| Année           | 2005 | 2006 | 2007 | 2008 | 2009 | 2010   | 2011 | 2012 |
| --------------- | ---- | ---- | ---- | ---- | ---- | ------ | ---- | ---- |
| UCI Africa Tour |      |      |      |      | 147e |        |      |      |
| UCI Europe Tour | 793e | 452e | 195e |      |      | 1 155e |      | 718e |